# Марія Людовіка з Лобковіц
Марія Людовіка з Лобковіц (чеськ. Maria Ludovika z Lobkovic, нім. Maria Ludovika von Lobkowicz, нар. 20 жовтня 1683 — пом. 20 січня 1750) — принцеса з роду Лобковіц, донька герцога Заганського Фердинанда Августа і Марії Анни Баден-Баденської, дружина другого князя Турн-унд-Таксіс Ансельма Франца.

## Біографія
Марія Людовіка народилась 20 жовтня 1683 року в Бадені п'ятою дитиною та другою донькою в родині герцога Заганського Фердинанда Августа та його другої дружини Марії Анни Баден-Баденської.
Коли Марії було 17 років, її матір померла, після чого батько одружився втретє з Марією Філіпіною Альтханською.
Сама Марія Людовіка взяла шлюб зі спадковим принцом Турн-унд-Таксіс Ансельмом Францем у 19-річному віці, наречений був на два роки старшим від неї. Весілля відбулося у Відні та Роудніце 10 січня 1703 року.
У шлюбі народила п'ятеро дітей, з яких вижили четверо. Подружжя жило у Брюсселі та Франкфурті-на-Майні, де для них почав зводитися новий палац за ескізами французького архітектора Роберта де Котта.
21 лютого 1714 року Ансельм Франц успадкував від батька титул імперського князя. Він помер 8 листопада 1739 року. Марія Людовіка пережила його на 10 років.

## Родина
Чоловік — Ансельм Франц
Діти:
- Александр Фердинанд (1704—1773) — 3-й князь Турн-унд-Таксіс, був тричі одруженим, мав численних нащадків;
- Марія Філіпіна (1705—1706) — померла немовлям;
- Марія Августа (1706—1756) — дружина герцога Вюртембергу Карла I Александра, народила шестеро дітей;
- Крістіан Адам (1710—1745) — принц Турн-унд-Таксіс.